# 全国こども電話相談室・リアル!
『全国こども電話相談室・リアル!』（ぜんこくこどもでんわそうだんしつリアル）は、2008年10月5日から2015年3月29日までTBSプロネックスが制作し、TBSラジオなどJRN各局で毎週日曜日の朝に放送されていたラジオ番組である。通称・略称は「こども電話リアル」「こども相談室リアル」「こどもリアル」。

## 概要
2008年10月、44年3か月間に渡る長寿番組として放送された『全国こども電話相談室』をリニューアルする形でスタートした。前番組では科学や雑学などについての素朴な疑問に答えていたのに対し、『リアル!』は、恋愛やいじめといった子どもたちの現実的＝リアルな悩みに、パーソナリティの山本シュウとプロのこどもたち=リアル・フレンズらが真剣に話し合いながら答えていくという、人生相談を軸とした内容であった。
前身番組は長らく生放送であったが、当番組は収録放送であった。
「お悩みドキュメント」の副題があるように一度取り上げた悩みを長期に渡って取り上げるのが特徴で、山本はリスナーのことを、親戚のように普段そばに居ないが悩みには親身に向き合い、答える存在と位置づけ「We are シンセキ」と呼んでいた（当番組に限らず、山本が教育関係の仕事では常に呼びかけているスタンスでもある）。
なお、題に「電話」と付いてはいるが、原則収録放送となった関係上、相談の受付ははがきや電子メールがメインであり、電話では留守番電話のみとなっていた（電話窓口での受付は廃止）。相談は匿名でも構わないとしていた。また、相談できるリスナーの上限学年も中学3年生までから高校生までに引き上げられた。
開始当初は、いじめや家庭内暴力など深刻な悩みを取り上げることが多かったが、2009年6月からは内容をソフト路線に転換。家族の悩みから勉強での悩み、さらには将来の希望における悩みまで、幅広く取り上げていた。
番組開始時からTBS RADIO podcasting954によるポッドキャストが配信されていた。
2009年2月8日の放送は特別番組『第14期 環境キャンペーン・食べるって何だ?〜福岡伸一教授と考える これからの「食」』放送のため裏送りされた。「民放ラジオ101社統一キャンペーン」の一環として、2009年3月1日の放送では東京都江東区立東川小学校での、2010年3月7日の放送では東京都杉並区立四宮小学校での公開収録の模様が放送された。
ネット局でのCMフィラーは絢香の「Jewelry day」のカラオケ。
2015年3月29日をもって放送を終了し、前身番組『全国こども電話相談室』からの50年の歴史に幕を降ろすこととなったが、放送終了後から2年8ヶ月後に復活版であるラジオスターがお悩みに回答! 10代限定相談室として当番組のスタッフとラジオ第1で平日の午後ベルト枠で放送中のごごラジ!スタッフ総動員で2017年11月23日から27日にかけてNHKラジオ第1と民放ラジオ101社にて放送されることが決定した。

## 放送時間
- 毎週日曜日 9:00 - 9:55

## コーナー
- リアル・相談室
- ニュース・リアル（2008年10月5日 - 2008年11月9日）
- アフター相談室（2008年11月16日 - 2015年3月29日）
- 簡単解決!リアル回答室（2009年1月18日 - 2015年3月29日）

## リアル・フレンズ
番組開始当初は4人ずつの2チーム編成で、お互いのチームが週替わりで出演していた。
- 橋本麻理乃（チーム・まっか!、2008年10月5日 - 2009年7月26日）[10]
- 藤原健太（チーム・まっか!、2008年10月5日 - 2009年7月26日）[10]
- 千阪健介（チーム・まっか!、2008年10月5日 - 2009年7月26日）[10]
- 飯田杏実（チーム・まっか!、2008年10月5日 - 2009年7月26日）[10]
- 鈴木麻由（チーム・どっかーん!、2008年10月12日 - 2010年3月28日）[11][12]
- 林知広（チーム・どっかーん!、2008年10月12日 - 2010年3月28日）[11][12]
- 山本裕暉（チーム・どっかーん!、2008年10月12日 - 2010年3月28日）[11][12]
- 真島なおみ（チーム・どっかーん!、2008年10月12日 - 2010年3月28日）[11][12]
- 内田千晶（2010年4月4日 - 2011年3月27日）[13][14]
- 平本亜夢（2010年4月4日 - 2012年4月1日）[13][15]
- 石澤輔（2010年4月4日 - 2012年4月1日）[13][15]
- 松岡広大（2010年4月4日 - 2012年4月1日）[13][15]
- 椎名もも（2012年4月8日 - 2013年3月31日）[16][17]
- 中村嘉惟人（2012年4月8日 - 2013年3月31日）[16][17]
- 齋藤水生（2012年4月8日 - 2013年3月31日）[16][17]
- 岩崎響（2011年4月3日 - 2013年3月31日）[18][17]
- 木原廉人（2013年4月7日 - 2014年3月30日）[19][20]
- 浜崎まひな（2013年4月7日 - 2014年3月30日）[19][20]
- 上妻成吾（2013年4月7日 - 2014年3月30日）[19][20]
- 持田そら（2013年4月7日 - 2015年3月29日）[19]
- 越冨幹人（2014年4月6日 - 2015年3月29日）[21]
- 中里萌（2014年4月6日 - 2015年3月29日）[21]
- ソーズビー航洋（2014年4月6日 - 2015年3月29日）[21]

## テーマ曲
- LOVERSSOUL「@MY HOME」

## ネット局

### 放送終了時
- RAB 青森放送
- ABS 秋田放送
- YBC 山形放送
- YBS 山梨放送（2010年4月 - ）
- KNB 北日本放送（2010年4月 - ）
- FBC 福井放送
- BSS 山陰放送（2014年10月5日 - ）
- RSK 山陽放送
- RKK 熊本放送（2014年4月6日 - ）

### 過去
- MRT 宮崎放送（ - 2009年3月29日）
- JRT 四国放送（ - 2009年10月4日）
- RKC 高知放送（ - 2009年10月4日）
- OBS 大分放送（ - 2009年10月4日）
- RBC 琉球放送（ - 2009年10月4日）
- SBC 信越放送（2009年10月11日 - 2011年3月27日）
- IBC岩手放送（ - 2013年3月31日）